# Asimenye Simwaka
Asimenye Simwaka (* 8. August 1997) ist eine malawische Leichtathletin und Fußballspielerin.

## Sportliche Laufbahn

### Leichtathletik
2021 trat Asimenye Simwaka erstmals bei nationalen Leichtathletik-Wettkämpfen in Sambia an und stellte dort neue Landesrekord über 200 und 400 Meter auf. Anschließend verbesserte sie Mitte Juni den Landesrekord im 200-Meter-Lauf auf 23,51 s sowie den über 400 Meter auf 52,57 s. Im Juli startete sie dank einer Wildcard im 100-Meter-Lauf bei den Olympischen Spielen in Tokio und schied dort mit neuem Landesrekord von 11,68 s in der Vorrunde aus. Im Jahr darauf belegte sie bei den Afrikameisterschaften in Port Louis in 53,86 s den achten Platz über 400 Meter und schied über 200 Meter mit 24,25 s im Halbfinale aus. Anschließend belegte sie bei den Commonwealth Games in Birmingham in 51,55 s den sechsten Platz über 400 Meter und schied über 200 Meter mit 23,59 s im Halbfinale aus. 2024 schied sie dann bei den Afrikaspielen in Accra mit 53,14 s ebenfalls im Semifinale über 400 Meter sowie mit 24,18 s auch über 200 Meter aus. Im Juni belegte sie bei den Afrikameisterschaften in Douala in 11,49 s den sechsten Platz über 100 Meter und gewann in 23,05 s die Bronzemedaille über 200 Meter hinter den Ivorerinnen Jessika Gbai und Maboundou Koné. Im August nahm sie über 100 Meter an den Olympischen Spielen in Paris teil und schied dort mit 11,91 s in der ersten Runde aus. Zudem war sie Fahnenträgerin Malawis während der Eröffnungsfeier der Spiele.

### Fußball
Simwaka spielt für die malawische Nationalmannschaft und nahm mit dieser an der COSAFA Women’s Championship 2019 teil und verpasste dort den Einzug ins Halbfinale. 2020 unterlag sie im Halbfinale der südafrikanischen Mannschaft und bei der COSAFA Women’s Championship 2021 gewann sie nach einer 0:1-Niederlage gegen Tansania die Silbermedaille.

## Persönliche Bestzeiten
- 100 Meter: 11,35 s (0,0 m/s), 22. Juni 2024 (malawischer Rekord)
- 200 Meter: 22,91 s (+0,3 m/s), 25. Juni 2024 in Douala (malawischer Rekord)
- 400 Meter: 51,55 s, 7. August 2022 in Birmingham (malawischer Rekord)